# Antoni Maria Badia i Margarit

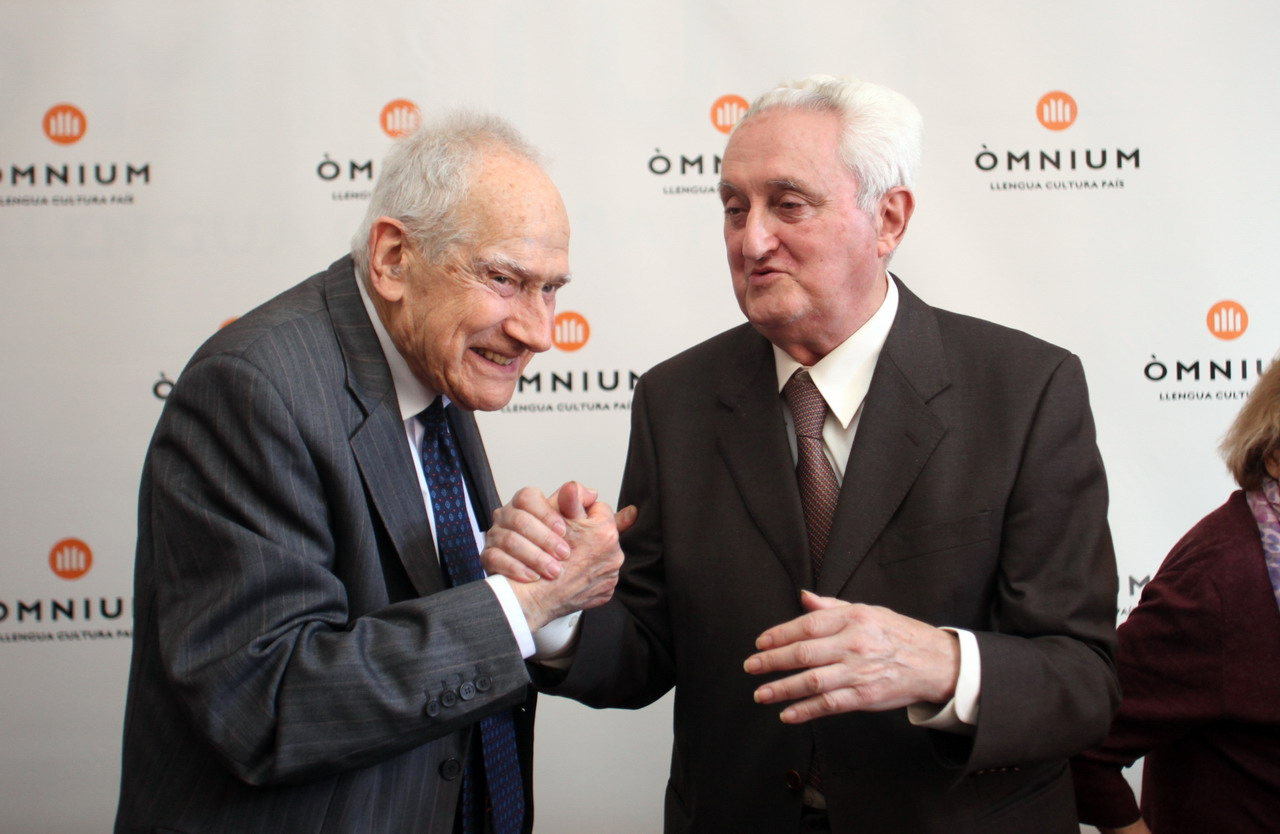
Antoni Maria Badia i Margarit (links) en Albert Manent i Segimon

Antoni Maria Badia i Margarit (Barcelona, 30 mei 1920 – aldaar, 16 november 2014) was een Catalaans taalkundige en filoloog die zich richtte op de grammatica en geschiedenis van het Catalaans.

## Levensloop
Badia i Margarit behaalde in 1943 zijn diploma Romaanse Filologie aan de Universiteit van Barcelona, waar hij vervolgens Geschiedenis van het Spaans en het Catalaans doceerde. Van 1978 tot 1986 was hij rector van dezelfde universiteit.
Hij was gastdocent aan verschillende universiteiten in de wereld (München, Heidelberg, Georgetown, Wisconsin en de Sorbonne in Parijs). Daarnaast ontving hij een eredoctoraat van meerdere universiteiten (Salzburg, Toulouse, Rovira i Virgili in Tarragona, de Sorbonne en de Balearen). Ook was hij voorzitter van verschillende organisaties: Société de Linguistique Romane, Associació Internacional de Llengua i Literatura Catalanes, North-American Catalan Society, Deutsch-Katalanische Gesellschaft en Segon Congrés Internacional de la Llengua Catalana (1986).

## Onderscheidingen
- Creu de Sant Jordi (1986)
- Premi d'Honor Lluís Carulla (1995)
- Prijs van de Fundació Institució Catalana de Suport a la Recerca (1996)
- Medalla al Mèrit Científic de l'Ajuntament de Barcelona (1999)
- Premi d'Honor de les Lletres Catalanes (2003)
- Prijs van het Congrés Internacional de Ciències Onomàstiques (6 september 2011)
- Medalla d'Or de la Generalitat de Catalunya (2012)[3]